# Акація Фарнеза
Ака́ція Фарнеза (Acacia farnesiana) — вид чагарників з роду акація (Acacia) з родини бобових (Fabaceae).

## Поширення і екологія
|                                                                                        |
|                                                                                        |
|                                                                                        |
|                                                                                        |
| Зверху вниз: Суцвіття і листя, зелені боби, розкритий зрілий біб, насіння (збільшено). |

У природі ареал виду охоплює Індію, Центральну Америку, Північну і Центральну Африку.
Розводять в Середземноморському регіоні: у Франції — з кінця XVIII століття, у Палестині, Сирії, на півночі Індії (південні схили Гімалаїв), в Австралії, у Північній та Південній Америках, на Гавайських і Філіппінських островах. У пострадянських державах інтродуковані на початку XX століття у парках чорноморського узбережжя Кавказу, та у 30-х роках XX століття у південно-західній частині Туркменістану (Кізил-Атрек).

## Ботанічний опис
Чагарник росте висотою від 2 до 6 м, з коричнево-сірою корою. Пагони зигзагоподібні, зі слабким опушенням.
Листя двічі парноперисте, має від 2 до 5 (іноді до 8) парно розташованих гілок стрижня, з 6-20 парами лінійних, голих, сірувато-зелених листочків довжиною 2,5-5 мм на кожній гілці; також є прилистки у вигляді гострих порожнистих шипів з коричневою верхівкою.
Квітки дуже ароматні, в одиночних помаранчевих або темно-жовтих голівках діаметром до 1 см; чашечка конічна, з 5 довгастими чашолистками, зрощеними майже доверху, слабо торочкуваті на верхівці, коротко опушені, коричневі; віночок майже циліндричний, з 5 подовженими, зрощеними майже доверху жовтими пелюстками, коротко опушеними. Тичинки помаранчеві; стовпчик не довше тичинок або злегка виступаючий над ними.
Боби циліндричні, дещо щиткоподібні, не розкриваються, з 4-5 насінням. Насіння еліпсоїдальне, стисле, блискуче, гладке, світло-або темно-коричневе.
Цвіте у період між жовтнем та груднем.

## Значення і застосування
Відома форма, що володіє особливо швидким зростанням і квітне двічі протягом року.
Перспективна ефіроолійна рослина, квітки якої використовуються в парфумерії.
Боби містять таніни.

## Систематика

### Представники
У рамках виду виділяють 2 різновиди:
- Acacia farnesiana  var. farnesiana  (L.) Willd.
- Acacia farnesiana  var. guanacastensis HDClarke et al.